# Martin-Baker
Martin-Baker  Aircraft Co. Ltd. je britanski proizvajalec katapultnih sedežev in druge varnostne opreme na letalih. Sedež podjetja je v Denhamu, Buckinghamshire, Anglija.Podjetje je sprva proizvajalo letala, kasneje so postali pionir na področju katapultnih sedežev. Podjetje je dostavilo več kot 20000 katapultnih sedežev, ki se uporabljajo na 200 različnih zrakoplovoh.
Martin-Baker trdi, da so njihovi sedeži od leta 1946 rešili več kot 7450 življenj